# 马泽尔 (吉伦特省)
马泽尔（法語：Mazères，法語發音：[mazɛʁ]）是法国吉伦特省的一个市镇，属于朗贡区。

## 地理
马泽尔（44°29'43"N, 0°15'31"W）面积13.14 平方千米，位于法国新阿基坦大区吉倫特省，该省份为法国西南部沿海省份，是法國本土面积最大的省，北起滨海夏朗德省，西临大西洋，南至朗德省，东南接洛特-加龍省，东临多爾多涅省。
与马泽尔接壤的市镇（或旧市镇、城区）包括：朗贡、欧比亚克、卡扎茨、夸梅尔、勒尼藏、罗阿扬。

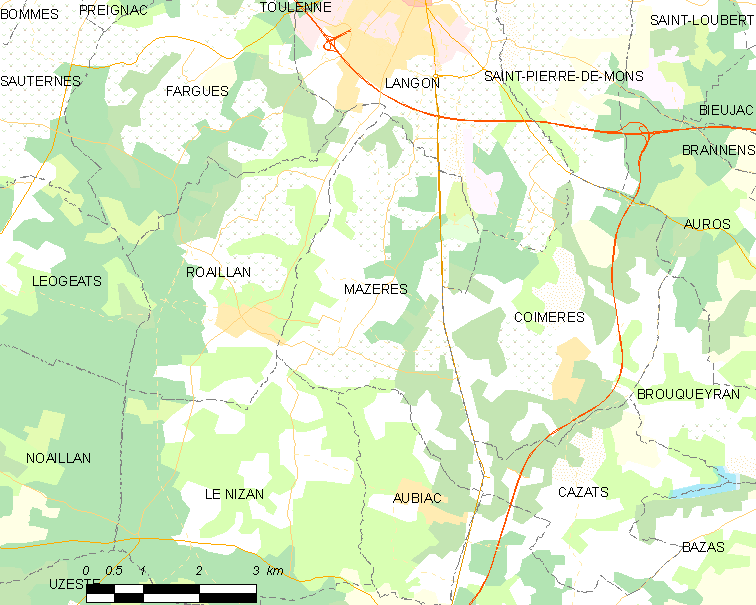
的OSM定位图

马泽尔的时区为UTC+01:00、UTC+02:00（夏令时）。

## 行政
马泽尔的邮政编码为33210，INSEE市镇编码为33279。

## 政治
马泽尔所属的省级选区为南吉伦特县。

## 人口

1962-2008年间人口变化图示

马泽尔于2022年1月1日时的人口数量为781人。